# Seon Power
Seon Power (ur. 2 lutego 1984) – trynidadzko-tobagijski piłkarz występujący na pozycji obrońcy. Zawodnik klubu North East Stars.

## Kariera klubowa
Power karierę rozpoczynał w 2003 roku w zespole Joe Public FC. W 2006 roku zdobył z nim mistrzostwo Trynidadu i Tobago, w 2007 roku Puchar Trynidadu i Tobago, a w 2009 roku dublet, czyli mistrzostwo i puchar. W 2010 roku odszedł do Ma Pau SC. Spędził tam sezon 2010/2011, a potem przeniósł się do drużyny North East Stars.

## Kariera reprezentacyjna
W reprezentacji Trynidadu i Tobago Power zadebiutował w 2007 roku. W tym samym roku został powołany do kadry na Złoty Puchar CONCACAF. Zagrał na nim w meczach z Salwadorem (1:2), Stanami Zjednoczonymi (0:2) i Gwatemalą (1:1), a Trynidad i Tobago zakończył turniej na fazie grupowej.